# Municipio de Davison
El municipio de Davison (en inglés: Davison Township) es un municipio ubicado en el condado de Genesee en el estado estadounidense de Míchigan. En el año 2010 tenía una población de 19575 habitantes y una densidad poblacional de 224,72 personas por km².

## Geografía
El municipio de Davison se encuentra ubicado en las coordenadas 42°59′56″N 83°30′57″O / 42.99889, -83.51583. Según la Oficina del Censo de los Estados Unidos, el municipio tiene una superficie total de 87.11 km², de la cual 86.29 km² corresponden a tierra firme y (0.94%) 0.82 km² es agua.

## Demografía
Según el censo de 2010, había 19575 personas residiendo en el municipio de Davison. La densidad de población era de 224,72 hab./km². De los 19575 habitantes, el municipio de Davison estaba compuesto por el 93.26% blancos, el 2.87% eran afroamericanos, el 0.61% eran amerindios, el 0.77% eran asiáticos, el 0.03% eran isleños del Pacífico, el 0.52% eran de otras razas y el 1.95% pertenecían a dos o más razas. Del total de la población el 3.21% eran hispanos o latinos de cualquier raza.